# Cabo de la Roca
El cabo de la Roca (en portugués: cabo da Roca) es el cabo situado en el punto más occidental del Portugal continental y, a su vez, de la península ibérica y de Europa continental. Era conocido por los romanos como Promontorium magnum, y durante la era de la navegación a vela como la «Roca de Lisboa».

## Descripción
Está situado en el distrito de Lisboa, en el término municipal de Sintra, a 40 kilómetros al oeste de la capital lusa y a 18 kilómetros al oeste de la localidad de Sintra, en el parque natural de Sintra-Cascaes. Sus coordenadas están inscritas en una placa de piedra del monumento del lugar. El acantilado emerge del océano Atlántico a aproximadamente 140 metros sobre el nivel del mar. Encima del acantilado hay un faro y una tienda para turistas.
El cabo es una popular atracción turística, siendo su paisaje muy fotografiado por los visitantes. Cada domingo por la mañana suele tener lugar una concentración motera.
El poeta Luís de Camões definió el cabo de la Roca como el lugar «donde la tierra acaba y el mar comienza» («Onde a terra acaba e o mar começa»).

## Galería de imágenes

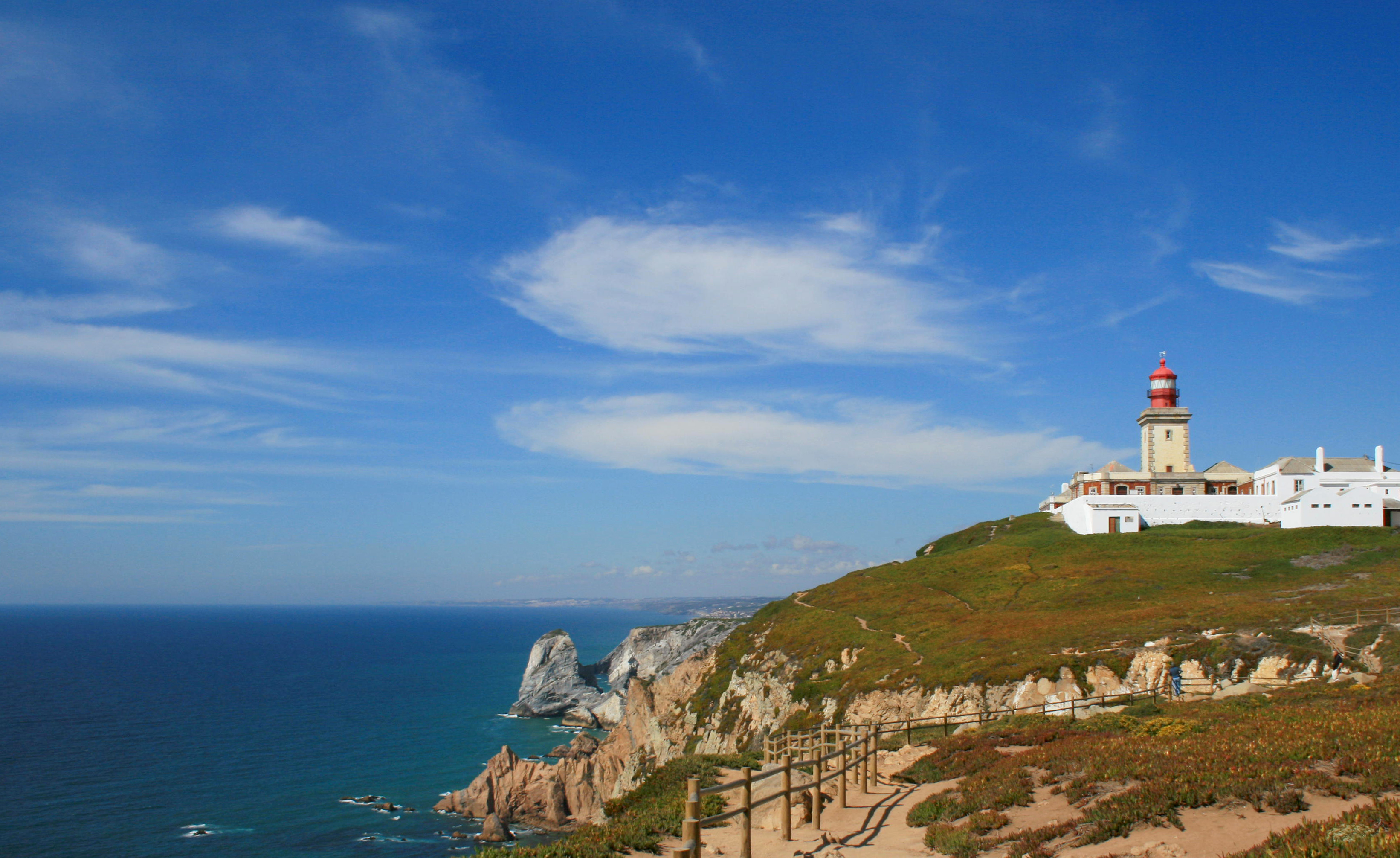
El faro en el cabo de la Roca
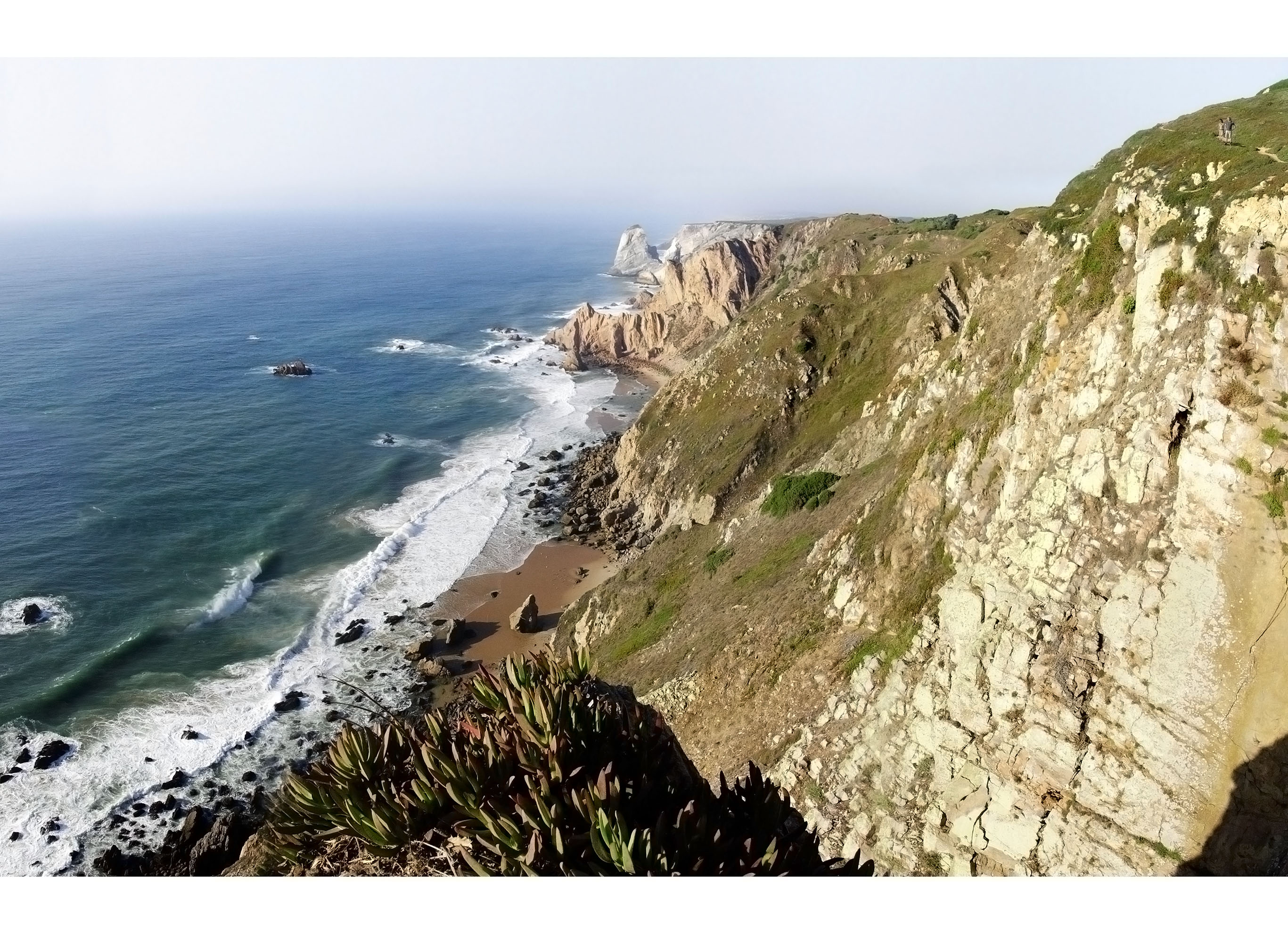
Cabo de la Roca: el acantilado
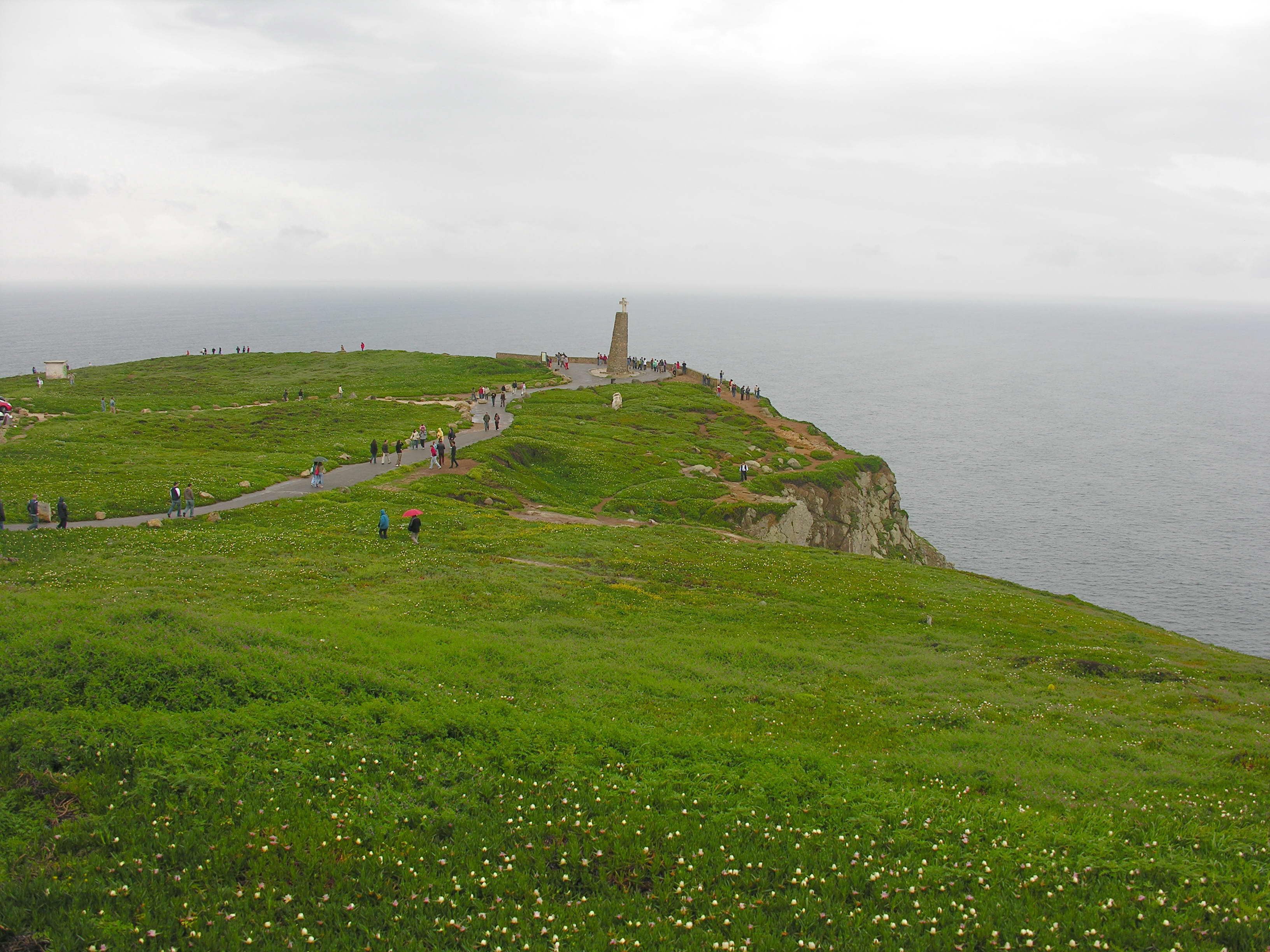
Vista panorámica
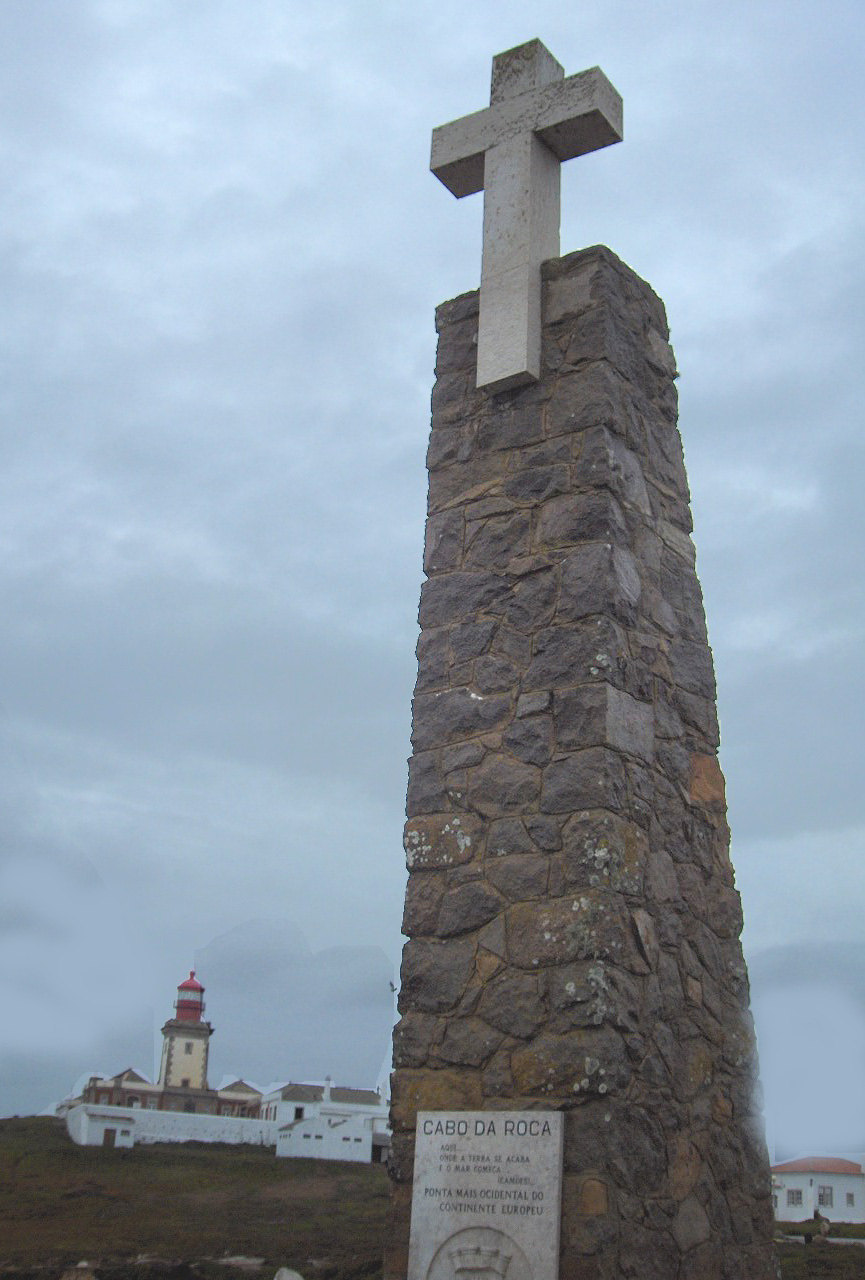
El monumento
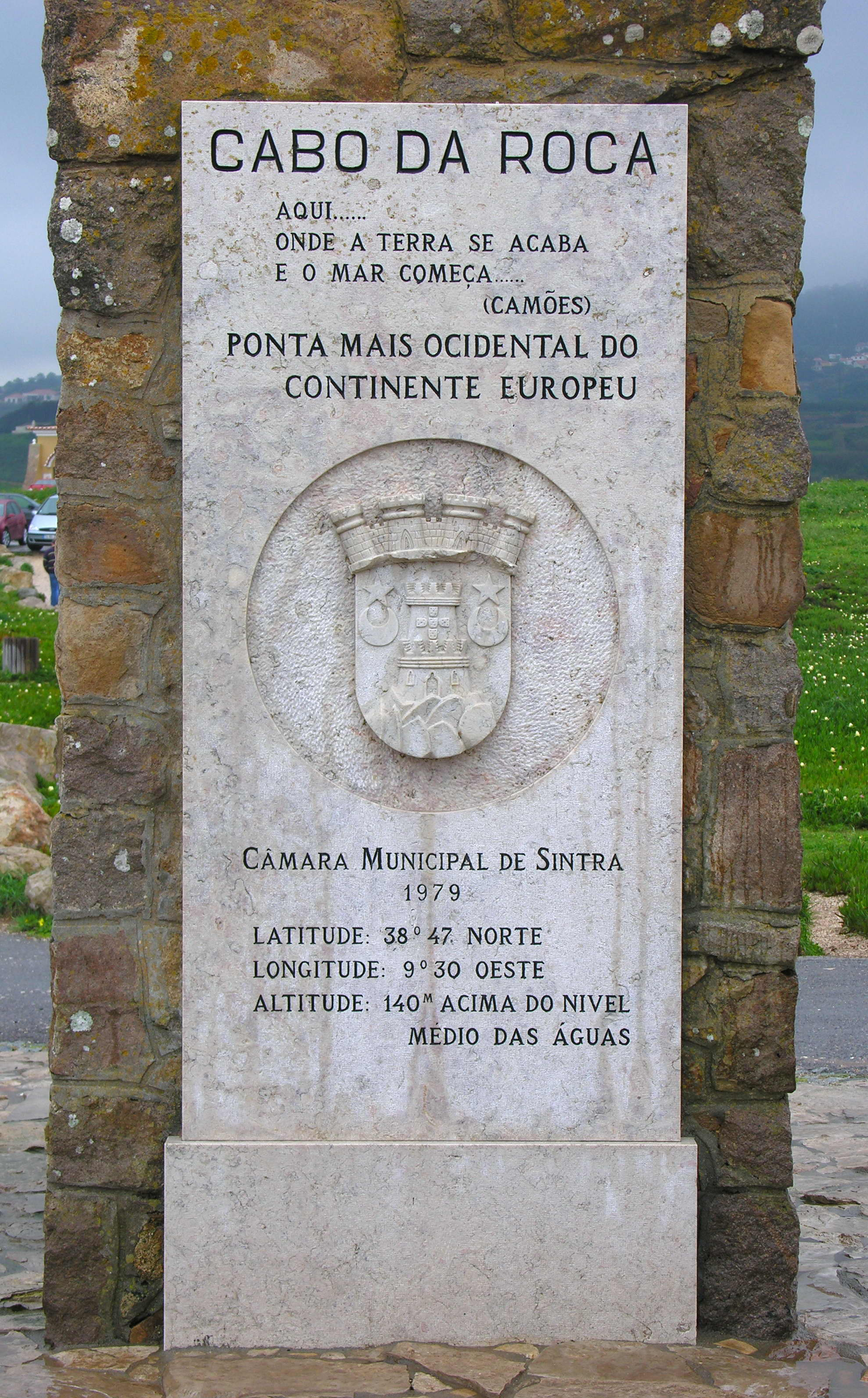
Placa del monumento